# Power of the Dollar
Power of the Dollar (dt. Macht des Dollars) ist das unveröffentlichte erste Studioalbum des US-amerikanischen Rappers 50 Cent. Es sollte ursprünglich am 4. Juli 2000 über das Label Columbia Records erscheinen, wurde jedoch aufgrund einer Schießerei, in die 50 Cent im Jahr 2000 verwickelt war, nicht veröffentlicht. Außerdem wurde der Rapper infolge des Vorfalls vom Label entlassen.

## Produktion
Acht Lieder des Albums wurden von den Musikproduzenten Trackmasters produziert. Außerdem waren Randy Allen, Al West, Terence Dudley, Red Spyda, Rashad Smith, Joshua Michael Schwartz, Brian Koerulf, Sha Self, DJ Scratch, Gowdy, Teflon und L.E.S. an der Produktion von Power of the Dollar beteiligt.

## Gastbeiträge
Neben 50 Cent sind auf dem Album sechs weitere Künstler vertreten. So hat der Rapper Bun B einen Gastauftritt im Song As the World Turns, während Noreaga bei Money by Any Means zu hören ist. Der R&B-Sänger Dave Hollister unterstützt 50 Cent auf dem Lied Material Girl und die Gruppe Destiny’s Child singt in Thug Love. Außerdem haben Black Child (Gun Runner) und The Madd Rapper (How to Rob) je einen Gastbeitrag.

## Covergestaltung
| Professionelle Bewertungen | Professionelle Bewertungen |
| -------------------------- | -------------------------- |
| Kritiken                   |                            |
| Quelle                     | Bewertung                  |
| allmusic                   | [ 1 ]                      |

Das Albumcover zeigt eine silberne Münze mit der Seitenansicht von 50 Cents Kopf. Darüber befindet sich groß der rot-weiße Schriftzug 50 Cent. Der Hintergrund ist in Schwarz gehalten.

## Titelliste
| #  | Titel                      | Gastbeiträge    | Produzent                                               | Länge |
| -- | -------------------------- | --------------- | ------------------------------------------------------- | ----- |
| 1  | Intro                      |                 |                                                         | 1:11  |
| 2  | The Hit                    |                 | Randy Allen                                             | 3:41  |
| 3  | The Good Die Young         |                 | Al Wes                                                  | 4:02  |
| 4  | Corner Bodega (Coke Spot)  |                 | L.E.S.                                                  | 1:36  |
| 5  | Your Life’s on the Line    |                 | Terence Dudley                                          | 3:40  |
| 6  | That Ain’t Gangsta         |                 | Trackmasters                                            | 3:25  |
| 7  | As the World Turns         | Bun B           | Red Spyda                                               | 4:19  |
| 8  | Ghetto Qu’ran (Forgive Me) |                 | Trackmasters                                            | 4:32  |
| 9  | Da Repercussions           |                 | Gowdy                                                   | 3:28  |
| 10 | Money by Any Means         | Noreaga         | Trackmasters und Teflon                                 | 4:03  |
| 11 | Material Girl              | Dave Hollister  | Trackmasters                                            | 4:35  |
| 12 | Thug Love                  | Destiny’s Child | Rashad Smith, Joshua Michael Schwartz und Brian Koerulf | 3:14  |
| 13 | Slow Doe                   |                 | Trackmasters                                            | 3:54  |
| 14 | Gun Runner                 | Black Child     | Trackmasters                                            | 1:55  |
| 15 | You Ain’t No Gangsta       |                 | Sha Self                                                | 3:37  |
| 16 | Power of the Dollar        |                 | Trackmasters                                            | 3:24  |
| 17 | I’m a Hustler              |                 | DJ Scratch                                              | 3:55  |
| 18 | How to Rob                 | The Madd Rapper | Trackmasters                                            | 4:26  |

## Singles
Im Vorfeld der geplanten Veröffentlichung des Albums wurden bereits 1999 die Lieder How to Rob, Thug Love und Your Life’s on the Line als Singles ausgekoppelt. Keiner der Songs konnte sich in den Charts platzieren.